# Stepan Sus
Stepan Sus (ur. 7 października 1981 we Lwowie) – ukraiński biskup greckokatolicki obrządku bizantyjsko-ukraińskiego, biskup kurialny kijowsko-halicki od 2020.

## Życiorys
Święcenia kapłańskie otrzymał 30 czerwca 2006 i został inkardynowany do archieparchii lwowskiej. Od 2008 pracował przy duszpasterstwie wojskowym, a w 2012 został mianowany syncelem odpowiedzialnym m.in. za wojsko, chorych i studentów.
Został wybrany biskupem kurialnym archieparchii kijowsko-halickiej. 15 listopada 2019 papież Franciszek zatwierdził ten wybór i nadał mu stolicę tytularną Zygris. Chirotonii udzielił mu 12 stycznia 2020 arcybiskup Swiatosław Szewczuk.